# Jean-Pierre de Beaulieu
Jean-Pierre Beaulieu, francosko-avstrijski feldmaršal, * 26. oktober 1725, † 22. december 1819.